# Of Montreal
Of Montreal (с англ. — «Из Монреаля»), стилизованный вариант of Montreal — американская инди-поп-группа из Атенса. Она была основана фронтменом Кевином Барнсом в 1996 году и названа в честь неудавшегося романа между Барнсом и женщиной «из Монреаля». Группа считается частью коллектива Elephant 6. За время своего существования музыкальный стиль группы значительно менялся: акустические тенденции постепенно трансформировались в более электронное, фанковое и в целом эклектичное звучание. Одна из особенностей, которая часто появляется в сочинениях Барнса, — это оптимистичные мелодии с мрачными, загадочными текстами и угрюмыми темами. Музыкальные влияния варьируются от психоделического попа 1960-х на ранних альбомах до инди-электро-фанка на False Priest (2010). Их самый высоко оцененный альбом False Priest достиг 34-го места в Billboard 200.

## История

### 1996–1998
После неудачного романа с женщиной из Монреаля Барнс собрался и переехал во Флориду, где начал делать домашние записи и демо-кассеты под псевдонимом Of Montreal. После подписания контракта с Bar/None Records Барнс переехал в Кливленд, а затем в Миннеаполис, в поисках нужных людей для завершения состава Of Montreal. Его поиски не увенчались успехом, поэтому он решил вернуться в родной Атенс, где коллектив Elephant 6 начал набирать обороты (благодаря выпуску альбома Music from the Unrealized Film Script: Dusk at Cubist Castle (1996) группы  The Olivia Tremor Control и Tone Soul Evolution (1997) группы The Apples in Stereo). Вернувшись в Атенс, Барнс познакомился с басистом Брайаном Хелиумом из группы Elf Power и барабанщиком Дереком Алмстедом. Когда их состав был укомплектован, группа записала и выпустила свой дебютный альбом Cherry Peel на лейбле Bar/None в 1997 году.
После выпуска Cherry Peel Барнс выпустил EP для атенского инди-поп-лейбла Kindercore Vinyl — родного для таких групп, как Japancakes, Masters of the Hemisphere и  The Essex Green — под названием The Bird Who Ate the Rabbit's Flower (1997). После этого короткого EP состав Of Montreal изменился — Хелиум ушел, чтобы сосредоточиться больше на Elf Power. Алмстед взял на себя его обязанности басиста, в то время как они добавили клавишницу Дотти Александер и барабанщика Джейми Хаггинса. Хотя состав был более конкретным, Барнс взял на себя большую часть работы над вторым альбомом. Выпущенный в 1998 году на Kindercore, The Bedside Drama: A Petite Tragedy был по сути сольным альбомом Барнса под псевдонимом Of Montreal.

### 1999–2006
Не желая останавливаться или успокаиваться, Барнс возобновил отношения с Bar/None для своего самого высоко оцененного критиками альбома — The Gay Parade 1999 года . К нему присоединились его товарищи по группе, а также новый участник, мультиинструменталист AC Forrester. PopMatters пишет: «С сокровищницей сумасшедших образов Yellow Submarine и Sgt. Peppers, музыкальными отсылками к The Beatles/Small Faces/Ray Davies/Brian Wilson и водевильной чувствительностью, The Gay Parade воспринимается как не что иное, как блестящий потерянный концептуальный альбом 1960-х годов».
После успеха The Gay Parade интерес к труднодоступному материалу Of Montreal начал расти. Весной 2000 года выходит сборник редких записей Horse & Elephant Eatery. Далее были изданы альбомы Coquelicot Asleep in the Poppies: A Variety of Whimsical Verse (2001) и Aldhils Arboretum (2002), оба на Kindercore. С выпуском Coquelicot Asleep in the Poppies: A Variety of Whimsical Verse (2001) Барнс начал немного отходить от солнечного фона, который он создал для Of Montreal. Для Aldhils Arboretum Барнс начал дальше исследовать свой талант к написанию мрачных текстов, которые сопровождали гиперактивные, мажорные поп-песни. Stylus Magazine пишет: «Эти музыкальные истории, рассказанные в культуре, жаждущей черного юмора, могут заставить поверить, что они поются в шутку. Но использование Кевином Барнсом темных тем на протяжении всей его карьеры заставляет задуматься: не слишком ли самонадеянно полагать, что печаль нельзя выразить посредством мажорных, богато текстурированных музыкальных медиан?»
Однако именно в 2004 и 2005 годах Барнс начал переворачивать сравнения с Beach Boys и Beatles с ног на голову, записав два альбома веселой, немного мрачной, но в целом непредсказуемой электронной поп-музыки на своем компьютере. После женитьбы на своей жене Нине (которая в конечном итоге присоединилась к гастрольному коллективу Of Montreal) в 2003 году Барнс приступил к работе над созданием своей версии танцевальной музыки, в основном самостоятельно дома. Под влиянием множества новых влияний, включая фолктронику Four Tet и Caribou, хип-хоп-работы Jay-Z, Outkast, Missy Elliott и Timbaland, а также вновь обретенный интерес к даб-музыке, Барнс выпустил Satanic Panic in the Attic (2004) на лейбле Polyvinyl Record Co., на котором будут изданы многие последующие альбомы. Привлекший совершенно новую аудиторию, альбом стал хитом среди критиков.
В следующем году Барнс создаёт более бодрую и жизнерадостную музыку на седьмом альбоме The Sunlandic Twins (2005), однако, в то же время, у него появляются проблемы в личной жизни. Он и его жена перебираются в Норвегию для рождения их ребёнка. Лишенный знакомых Барнс впадает в глубокую депрессию и, после возвращения в Штаты, продолжает регрессировать. На время они расстаются с женой и она возвращается в Норвегию.

### 2007–2012
Пережив все эти потрясения, Барнс издаёт мрачный, очень личный и амбициозный альбом Hissing Fauna, Are You the Destroyer? (2007), год спустя появляется продолжение Skeletal Lamping (2008). Именно в этот период Барнс создаёт свой новый образ, альтер эго Georgie Fruit, подобно Зигги Стардасту Дэвида Боуи. Мини-альбом An Eluardian Instance (Jon Brion Remix EP), состоящий из пяти ремиксов на треки из предыдущего альбома, последовал в 2009 году.
В записи десятого альбома False Priest (2010) принимали участие похожие артисты Janelle Monáe и Solange Knowles. Песни, написанные для этого альбома, но не попавшие в него, стали доступны в апреле 2011, с выпуском мини-альбома thecontrollersphere. Лирика следующего альбома Paralytic Stalks (2012), схожа с Hissing Fauna, Are You the Destroyer?, и содержит мрачные темы, как, например, месть, ненависть к себе. В конце 2012 вышел сборник Daughter of Cloud, содержащий ранее не издававшиеся песни 2008-2011 гг. 

### 2013–настоящее

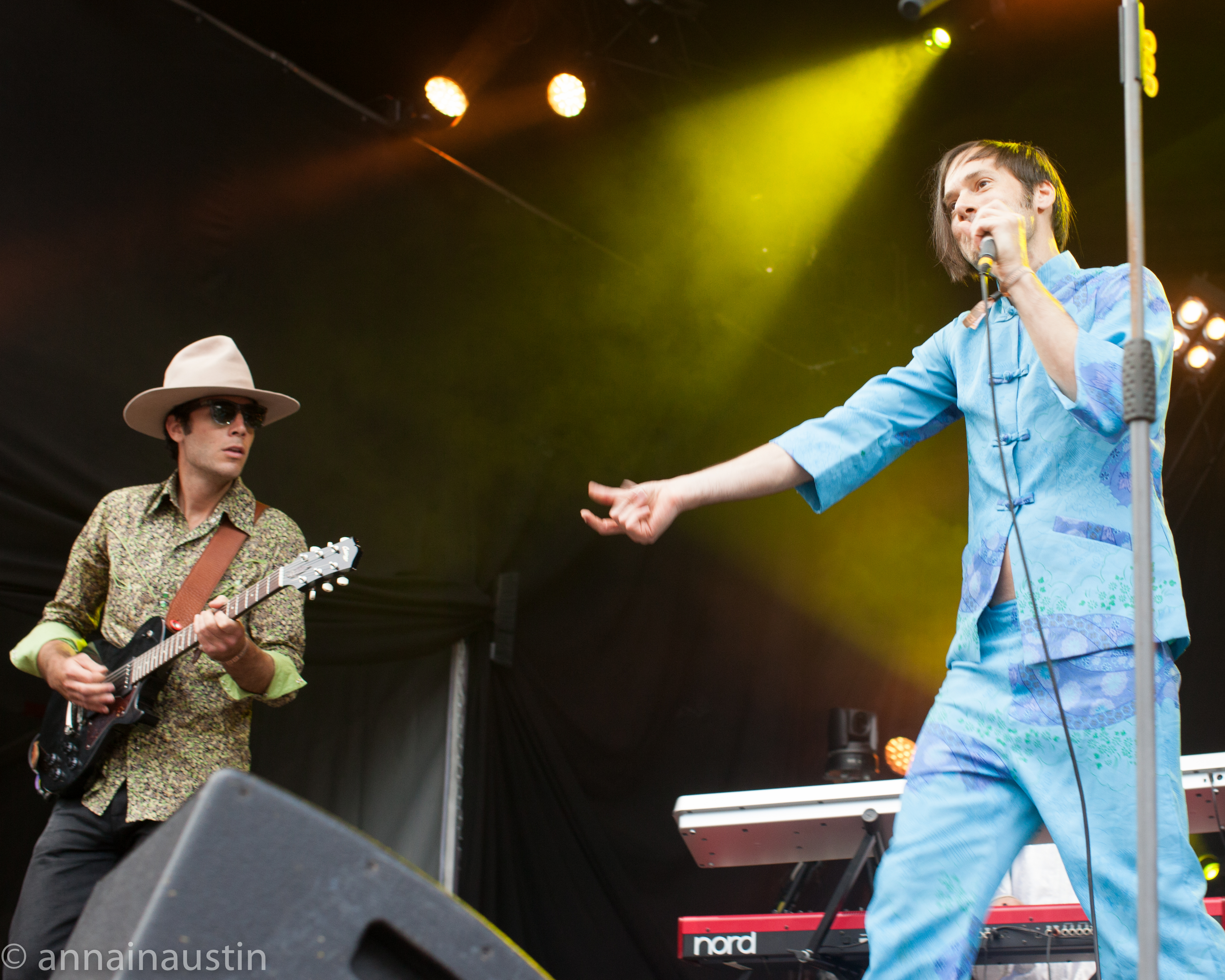
of Montreal на Positivus Music Festival в Латвии, июль 2014.

Вышедший в 2013 году полноформатный альбом Lousy With Sylvianbriar стал огромным шагом вперед для проекта Барнса, поскольку они записывались вживую на пленку с множеством студийных музыкантов, создавая альбом, достойный композиций в стиле рутс-рока, обязанных влиянию Нила Янга, The Rolling Stones и других суперзвезд FM-радио 70-х. После расставания с супругом, с которым они прожили десять лет, и интенсивного тура в 2014 году Барнс взял двухнедельный перерыв в Нью-Йорке весной и написал большую часть материала для их 13-го альбома Aureate Gloom. История музыкальной сцены CBGB 70-х и последствия их расставания вдохновили альбом на сырые, исповедальные тексты и панк-роковую грань. Записанный в студии Sonic Ranch Studios за пределами Эль-Пасо, штат Техас, с тем же основным составом музыкантов, что и Lousy with Sylvianbriar — клавишник Джоджо Глайдвелл, гитарист Беннетт Льюис, басист Боб Паринс и барабанщик Клейтон Ричлик — он был выпущен в начале 2015 года. Первая живая запись группы, 19-трековый Snare Lustrous Doomings, запечатлевший выступления в октябре 2014 года в Портленде и Сан-Франциско с тем же составом, была выпущена позднее в 2015 году.
В следующем году Барнс и компания приняли обновленный, пронизанный синтезаторами глэм-поп для Innocence Reaches, их 14-го студийного альбома и девятого с Polyvinyl. Мини-альбом Rune Husk появился в 2017 году с классическим стилем глиттер-рока 70-х, но Of Montreal быстро вернулись к синтезаторам на White Is Relic/Irrealis Mood 2018 года. Он черпал вдохновение из практики выпуска расширенных танцевальных миксов поп-синглов в 80-х. Барнс последовал за этим с дэнс-роком, ориентированным на хиты, на Ur Fun 2020 года, который, за исключением бэк-вокала партнерши Кристины Шнайдер (см. Locate S,1), был исполнен и записан Барнсом в одиночку в их домашней студии в Атенсе. Размашистый, непостоянный, самостоятельно выпущенный цифровой альбом I Feel Safe with You, Trash появился в сети в 2021 году, а Of Montreal вернулись на Polyvinyl для лоскутного Freewave Lucifer F<ck F^ck F>ck 2022 года, который содержал множество идей в семи удобоваримом треке. Написанный и записанный в течение первых пары лет пандемии COVID-19, он — в отличие от Ur Fun — не предназначался для живого исполнения. Появившийся два года спустя, столь же непостоянный Lady on the Cusp был вдохновлен переездом Барнса и Шнайдера в Вермонт после десятилетий в Джорджии (а также покупкой синтезаторов Yamaha TG33 и Kawai K1M).

## Дискография
Смотри статью «Дискография Of Montreal» в англ. разделе.
- Cherry Peel (Bar/None, 1997)
- The Bedside Drama: A Petite Tragedy (Kindercore, 1998)
- The Gay Parade (Bar/None, 1999)
- Coquelicot Asleep in the Poppies: A Variety of Whimsical Verse (Kindercore, 2001)
- Aldhils Arboretum (Kindercore, 2002)
- Satanic Panic in the Attic (Polyvinyl, 2004)
- The Sunlandic Twins (Polyvinyl, 2005)
- Hissing Fauna, Are You the Destroyer? (Polyvinyl, 2007) – No. 72 US
- Skeletal Lamping (Polyvinyl, 2008) – No. 38 US
- False Priest (Polyvinyl, 2010) – No. 34 US
- Paralytic Stalks (Polyvinyl, 2012) – No. 121 US
- Lousy With Sylvianbriar (Polyvinyl, 2013) – No. 115 US
- Aureate Gloom (Polyvinyl, 2015)
- Innocence Reaches (Polyvinyl, 2016)
- White Is Relic/Irrealis Mood (Polyvinyl, 2018)
- Ur Fun (Polyvinyl, 2020)
- I Feel Safe with You, Trash (Sybaritic Peer, 2021)
- Freewave Lucifer F<ck F^ck F>ck (Polyvinyl, 2022)
- Lady on the Cusp (Polyvinyl, 2024)